# Савенков, Александр Ильич
Алекса́ндр Ильи́ч Са́венков (род. 25 сентября 1957, Новосибирская область) — академик Российской академии образования (2024), советский и российский психолог и педагог, специалист в области диагностики и развития детской одарённости, обучения одарённых детей, психологии исследовательского обучения, создатель научной школы «Психология одарённости и творчества». Доктор психологических наук, доктор педагогических наук, профессор. Индекс Хирша 58.

## Биография
Родился 25 сентября 1957 года в селе Верх-Ирмень Ордынского района Новосибирской области.
В 1974 году окончил школу № 1 города Бердска Новосибирской области.
В 1979—1980 годах служил в Советской армии, в войсках связи.
В 1983 году окончил художественно-графический факультет Новосибирского государственного педагогического института.
В 1988 году окончил очную целевую аспирантуру при Московском государственном педагогическом институте имени В. И. Ленина и научным руководством доктора педагогических наук, профессора Т. С. Комаровой защитил диссертацию на соискание учёной степени кандидата педагогических наук по теме «Формирование общественной направленности у младших школьников в процессе внеклассной изобразительной деятельности» (специальность 13.00.01 — теория и история педагогики).
В 1990 году был назначен на должность директора Куйбышевского филиала Новосибирского государственного педагогического института.
В 1997 году окончил очную целевую докторантуру при Московском педагогическом государственном университете и защитил диссертацию на соискание учёной степени доктора педагогических наук по теме «Педагогические основы развития продуктивного мышления одарённых детей» (специальность 13.00.01 — общая педагогика, история педагогики и образования). Научный консультант — доктор психологических наук, профессор академик РАО А. М. Матюшкин.
В 2002 году защитил диссертацию на соискание учёной степени доктора психологических наук по теме «Развитие детской одарённости в условиях образования» (специальность 19.00.13 — психология развития, акмеология).
Директор Института педагогики и психологии образования МГПУ, заведующий общеинститутской кафедрой психологии образования. Преподаватель факультета дистанционного обучения МГППУ.
В 2012 году окончил магистратуру МПГУ по направлению «Психология» (программа «Психология управления образованием»).
В 2016 году избран членом-корреспондентом Российской академии образования.
24 октября 2024 года избран академиком Российской академии образования.
Автор более 500 научных публикаций по проблемам психологии и педагогики.

### Научно-педагогическая деятельность
Является одним из ведущих в стране специалистов в области психологии детской одаренности и творчества, обучения одаренных детей, диагностики и развития интеллектуально-творческого потенциала личности детей младшего возраста, исследовательского и проектного обучения, а также одним из известных специалистов в области теории и практики подготовки педагогических кадров для системы образования РФ. Его научные труды посвящены вопросам: диагностики и развития детской одаренности, исследовательского и проектного обучения, развития интеллектуально-творческого потенциала личности ребёнка средствами познавательной, учебно-исследовательской и проектной деятельности. Основные направления его научных изысканий: подготовка педагогов к руководству исследовательским и проектным обучениям школьников, психология исследовательского поведения ребёнка, методология подготовки педагогов к диагностике и развитию познавательных способностей и потребностей школьников, теория и методика исследовательского и проектного обучения детей.
Автор широко применяемых в отечественной образовательной практике научных работ и научно-методических разработок по когнитивному развитию личности ребёнка в современной образовательной среде, организации и методике учебно-исследовательской и проектной деятельности детей дошкольного и младшего школьного возраста. Ряд его научных и учебно-методических работ посвящен проблематике педагогического образования: развитию профессионализма педагога, модульному построению образовательных программ в педагогическом университете, диверсификации содержания образования будущих педагогов, руководству учебным структурным подразделением университета, рефлексивно-деятельностному подходу к обучению будущих педагогов, сопровождению исследовательской и проектной деятельности школьников.
Ведёт экспериментальную работу в образовательных учреждениях города Москвы. По его методикам развития интеллектуально-творческого потенциала личности ребёнка, методикам исследовательского и проектного обучения (опубликованы издательством «Учебная литература», корпорации «Федоров», город Самара) работают педагоги и детские практические психологи во всех регионах России. Он является разработчиком и руководителем экспериментальных образовательных программ: «Одарённый ребёнок в массовой школе», «Развития исследовательских способностей учащихся», реализуемых в школах Москвы, Екатеринбурга, Хабаровска, Южно-Сахалинска, Арзамаса, Орска, Самары, Якутска и др. А. И. Савенковым опубликовано более 390 научных и учебно-методических публикаций по проблемам педагогики и психологии образования (индекс Хирша — 41), из них более ста научных и учебно-методических работ, посвящены проблемам подготовки педагогов к исследовательскому и проектному обучению школьников.
А. И. Савенков является председателем диссертационного совета по педагогическим наукам при Государственном автономном образовательном учреждении высшего образования города Москвы «Московский городской педагогический университет», а также членом диссертационного совета по наукам об образовании Научно исследовательского университета «Высшая школа экономики».

### Практическая деятельность
Практическая деятельность А. И. Савенкова тесно связана с подготовкой педагогов и практических психологов для системы образования, прежде всего, к работе в сфере когнитивного развития учащихся разных возрастов, формирования и развития у них исследовательских способностей и культуры мышления, не как частных когнитивных инструментов, а как особого стиля жизни. В научных работах А. И. Савенкова нашли широкое отражение вопросы методологии, теории и практики подготовки педагогов к руководству исследовательской и проектной деятельностью школьников.
А. И. Савенков — автор образовательной программы и председатель жюри Всероссийского конкурса "Исследовательских работ и творческих проектов дошкольников и младших школьников «Я исследователь», проводимого с 2005 года. А. И. Савенков входит в состав группы экспертов в области развития социальной инфраструктуры детства, индустрии детских товаров, безопасности информационной и детской продукции. С момента организации А. И. Савенков является сопредседателем экспертного совета Национальной премии детских товаров «Золотой медвежонок» (2010).
По решению Президиума Российской академии образования, в марте 2025 года, А.И. Савенков назначен председателем Научно-экспертного совета по играм, игрушкам и игровым учебным пособиям при отделении Психологии и возрастной физиологии РАО. Целью деятельности Научно-экспертного совета является консолидация усилий профессионального сообщества по развитию научных исследований детской игры, совершенствованию ресурсных условий повышения результативности игровых воспитательных практик путем высокопрофессиональной психолого-педагогической оценки качества детских игр, игрушек и игровых учебных пособий в Российской Федерации.

### Общественная деятельность
В течение своей трудовой деятельности участвовал в работе государственных органов России: работал помощником члена Совета Федерации (в комитете по образованию) В. С. Косоурова, на общественных началах; членом экспертного совета Комитета Совета Федерации по науке, образованию, культуре и информационной политике; членом группы экспертов в области развития социальной инфраструктуры детства, индустрии детских товаров, безопасности информационной и детской продукции; членом Экспертного совета Комитета по вопросам семьи, женщин и детей Государственной Думы Федерального Собрания Российской Федерации. В настоящее время А. И. Савенков является членом Координационной группы по вопросам дошкольного образования при Министерстве просвещения РФ.

## Награды
- Победитель Международного конкурса педагогов в Артеке (2002);
- Медаль «За науковi досягнення». Психолого-педагогiчнi науки (Украина, 2010);
- Почётная грамота Совета Федерации Федерального Собрания Российской Федерации (2012);
- Почетный работник высшего профессионального образования Российской Федерации (2014);[2]
- Заслуженный работник высшей школы Российской Федерации (2022).

## Научные труды

### Монографии
- Савенков А. И. Одарённые дети в детском саду и школе. М., 2000;
- Савенков А. И. Одарённый ребёнок в массовой школе. М., 2001;
- Савенков А. И. Диагностика и развитие детской одарённости. М., 2001;
- Савенков А. И. Путь к одарённости. Исследовательское поведение дошкольников. СПб., 2004;
- Савенков А. И. Содержание и организация исследовательского обучения школьников. М., 2004;
- Савенков А. И. Психологические основы исследовательского подхода к обучению. М., 2006.
- Савенков А. И. Педагогическая психология: В 2 т. Том 1. — М.: Издательского центра "Академия, 2009. — 416 с. ISBN 978-5-7695-5308-0
- Савенков А. И. Педагогическая психология: В 2 т. Том 2. — М.: Издательского центра "Академия, 2009. — 240 с. ISBN 978-5-7695-6295-2
- Савенков А. И. Психодидактика. — М.: Национальный книжный центр, 2012. — 360 с. ISBN 978-5-904827-68-7

### Статьи
- Савенков А. И. Развитие детской одаренности в образовательной среде // Развитие личности. — 2002. — № 3. — С. 113—146. — ISSN 2071-9788.
- Савенков А. И. Теория и практика применения исследовательских методов обучения в дошкольном образовании // Детский сад от А до Я. — 2004. — № 2. — С. 22—56.
- Савенков А. И. Социальный интеллект как проблема психологии одаренности и творчества // Психология. — М.: НИУ ВШЭ, 2005. — № 4. — С. 94–101. — ISSN 1813-8918.
- Савенков А. И. Индоктринация личности // Развитие личности. — 2006. — № 1. — С. 53—61. — ISSN 2071-9788.
- Савенков А. И. Эмоциональный и социальный интеллект как предикторы жизненного успеха // Вестник практической психологии образования. — М.: МГППУ, 2006. — № 1. — С. 30–38.
- Савенков А. И. Индоктринация личности (окончание) // Развитие личности. — 2006. — № 2. — С. 46—60. — ISSN 2071-9788.
- Савенков А. И. Викарное научение и подражаниекак факторы развития креативной личности // Развитие личности. — 2007. — № 4. — С. 58—70. — ISSN 2071-9788.
- Савенков А. И. «Дети индиго». Родословная опасного мифа // Современное дошкольное образование. Теория и практика. — 2009. — № 2.
- Савенков А. И., Львова А. С., Вачкова С. Н., Любченко О. А., Никитина Э. К. Подготовка педагогов в магистратуре нового поколения // Психологическая наука и образование. — М.: МГППУ, 2014. — Т. 19, № 3. — С. 197–206. — ISSN 2311-7273.